# Tobias Gohlis

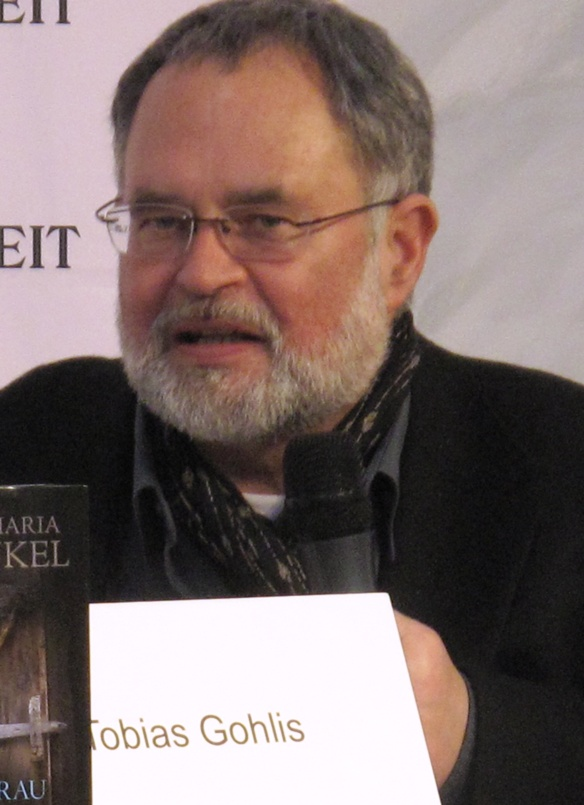
Tobias Gohlis – Leipziger Buchmesse 2012

Tobias Gohlis (* 1950 in Leipzig) ist ein deutscher Journalist, Literaturkritiker und Autor. Seine publizistischen Schwerpunkte sind Kriminalroman-Kritiken und Reiseliteratur. Tobias Gohlis ist Begründer und Sprecher der Krimibestenliste.

## Leben
Tobias Gohlis wuchs in Frankfurt am Main auf. Er studierte Germanistik, Politologie, Philosophie und Pädagogik an der Freien Universität Berlin. In den 1990er Jahren beschäftigte sich Gohlis hauptsächlich mit Reiseliteratur. In den 2000er Jahren verlagerte er seinen publizistischen Schwerpunkt auf die Kritik von Kriminalliteratur. Seit 1990 arbeitet Tobias Gohlis überwiegend als freier Journalist für Die Zeit, seit 2001 als Autor der Krimikolumne. 2005 begründete er die Krimibestenliste. Zusammen mit Thomas Wörtche konzipierte er 2013 in Berlin das zweitägige Symposium Krimis machen, das Fortsetzungen 2014 in Frankfurt/Main, 2017 in Hamburg und 2019 in Köln fand. Tobias Gohlis lebt in Hamburg-Rahlstedt.

## Buchveröffentlichungen
- Die Steine Granadas. Gedichte. Verlag Winfried Jenior, Kassel 2009, ISBN 3-928172-57-3
- Leipzig. DuMont Verlag, Köln 1998, ISBN 3-7701-4347-7
- Travelguide Internet. DuMont Verlag, Köln 1999, ISBN 3-7701-4826-6 (gemeinsam mit Ralf Blittkowsky)
- Handbuch: Reisen & Internet. DuMont Verlag, Köln 2002, ISBN 3-7701-5597-1 (gemeinsam mit Ralf Blittkowsky)
- Leipzig. C.J. Bucher Verlag, München 2003, ISBN 3-7658-1275-7 (gemeinsam mit Peter Hirth)
- Leipzig. DuMont Verlag, Köln 2004, ISBN 3-7701-6072-X
- Crime & Sex. Zusammen mit Thomas Wörtche. Droemer, München 2015, ISBN 978-3-426-30402-0
- Crime & Money. Zusammen mit Thomas Wörtche. Droemer, München 2016, ISBN 978-3-426-30425-9